# Still Life (ラジオ番組)
Still Life（スティル・ライフ）は、J-WAVEで1988年10月から2002年3月まで放送されていたノンストップ・ミュージックプログラム。正式開局前の試験放送時の'AZ'-STATION J-WAVEでも放送されていた。

## 概要
ポップス・ソウル・ジャズ・エスニックなどの洋楽中心の幅広いカテゴリーの中から、落ち着いた雰囲気の曲が多く選曲されていた。またプログラム構成は、午前3時台には深夜の雰囲気に合致する曲を中心に、午前4時台には深夜から早朝への時の移り変わりを意識した滑らかな配列で選曲がなされており、プログラムタイトルである「Still Life（＝静物）」と内容がよく合っていた。開局時から95年3月まで英語による男声（ケイ・グラント）の、また後の2000年10月までは男声（Philip Rhodes）と女声（Yoko Toyokawa）のナレーションで曲間にミニストーリーがあり、選曲とリンクしており選曲者の意図がわかる仕組みになっていた。NHK-FM『クロスオーバーイレブン』と同様の仕組みである。さらに、プログラムオリジナルのジングルが随所に挿入されるなど、J-WAVE開局当初からの「More Music, Less Talk」路線の雰囲気を頑なに守る貴重なプログラムとして認識されていた。開局時の番組構成案はプロデューサーの三木利夫によってフォーマット化され、エグゼキュティブプロデュースは宮浦清が番組終了まで担当した。J-WAVE開局以来、3:00から5:00までという放送枠は不動であり、1999年には2:00から3:00まで別枠でStill Life 〜Night Sequence〜（スティル・ライフ〜ナイト・スィーケンス）が放送されるなど、一時は時間枠が拡大されたものの、2000年10月以降の末期には逆に3:30からの1時間半番組に短縮された。2002年3月29日放送分をもって終了。

## テーマ曲

### After the Rain
After the Rain（アフター・ザ・レイン）は、Still Lifeの3:00のプログラム冒頭と、4:00のプログラム中盤に流されていたStill Lifeのテーマ曲のひとつ。宮浦清（MY AURA）作曲で、ピアノのインストで始まる印象的なフレーズにサックスが加わり、深夜の雰囲気に合うスローな曲調であった。なお、末期のプログラムではこのテーマ曲は使用されなくなった。

### Melody of the Day
Melody of the Day（メロディ・オブ・ザ・デイ）は、After the Rainと同じく宮浦清（MY AURA）作曲のStill Lifeのテーマ曲のひとつで、午前5時のプログラム終了時に流されていた。曲調は、アコースティックギターと口笛にストリングスのオブリガートが絡む爽やかなものであり、午前3時から走り続けてきたプログラムの終了と、新たな1日の始まりである朝の到来を告げるにふさわしいものであった。またAfter the Rainと同じく、末期のプログラムではこのテーマ曲も使用されなくなった。

## 番組の変遷
- 1988年10月（J-WAVE開局）-1999年4月（創成期〜中期）
  - Still Life （月曜-金曜 27:00-29:00）

- 1999年4月-2000年9月（拡大期）　
  - Still Life 〜Night Sequence〜 （月曜-金曜 26:00-27:00）
詩の朗読とその詩に関連した曲を流す番組。1999年6月-9月と2000年4月-9月は別番組放送のため26:15開始。
  - Still Life （月曜-金曜 27:00-29:00）
J-WAVE開局以来の従来のプログラム

- 2000年10月-2001年9月（末期1）
  - Still Life 〜My Night & Jazz〜 （月曜-金曜 27:30-29:00）
トークが入るジャズ番組。J-WAVE開局以来の放送枠が崩れ、番組内容も大幅に変更。

- 2001年10月-2002年3月（末期2）
  - Still Life 〜BEYOND THE TIME〜 （月曜-金曜 27:30-29:00）
トークは消滅したものの、当時主流となりつつあったクラブを意識したのか、内容はハウス系の曲なども多くかかるプログラムに変化